# Arekaidyna
Arekaidyna – organiczny związek chemiczny, alkaloid, pochodna piperydyny. Występuje w orzechach Areca catechu.
Należy do związków o działaniu parasympatykomimetycznym. Była stosowana w weterynarii jako środek przeciwko tasiemcom, a sporadycznie – jako składnik kropli do oczu.
Mieszkańcy wschodniej Afryki, Indii i wysp Oceanu Spokojnego, gdzie rosną areki, żują jej nasiona. Zawarte w owocach alkaloidy działają podniecająco i narkotycznie, ale w większych dawkach (szczególnie w obecności jonów miedzi) uszkadzają DNA.